# Nashia myrtifolia
Nashia myrtifolia là một loài thực vật có hoa trong họ Cỏ roi ngựa. Loài này được (Griseb.) Moldenke mô tả khoa học đầu tiên năm 1941.